# Hacfort

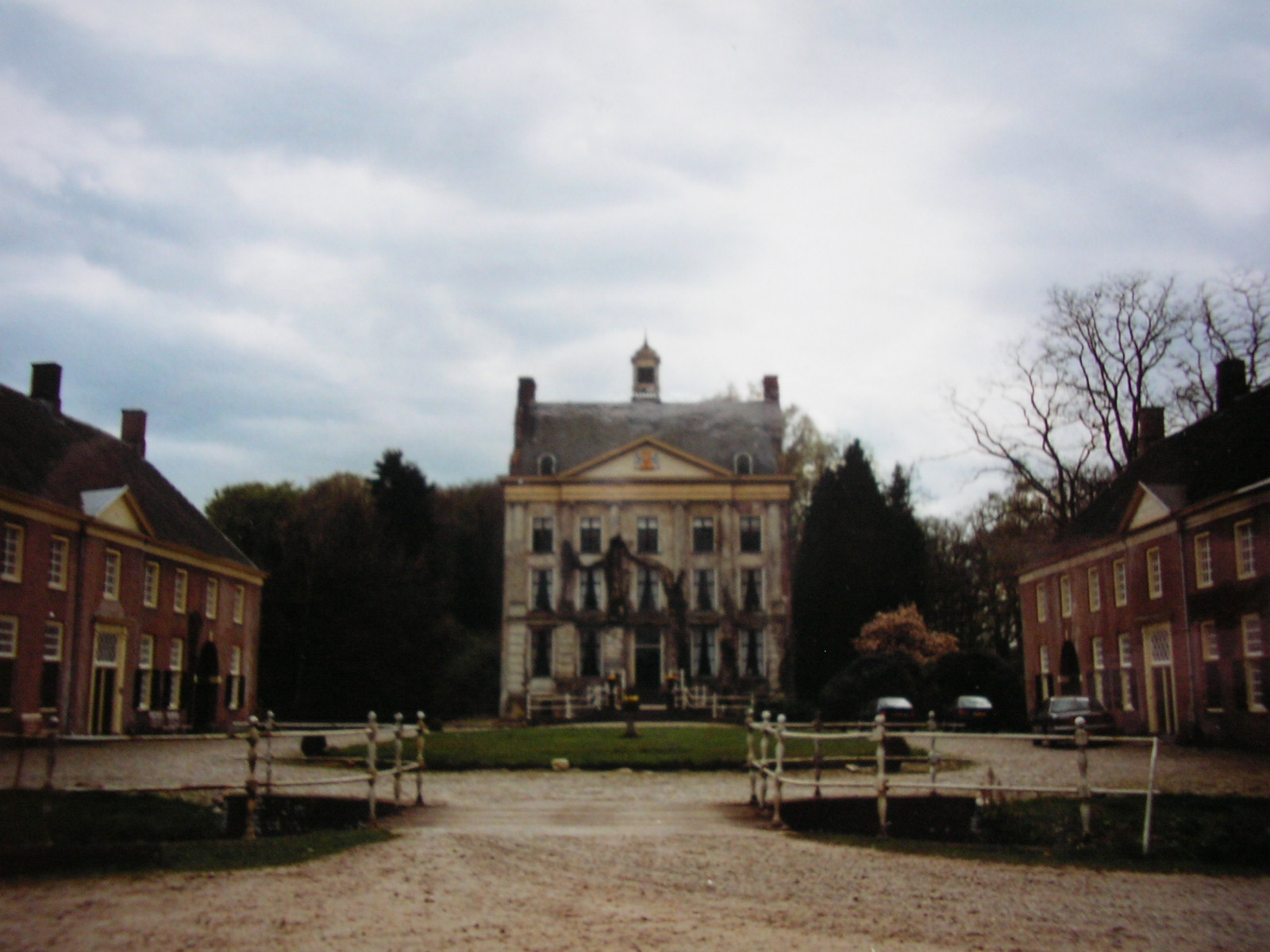
Kasteel Ter Horst (Loenen)

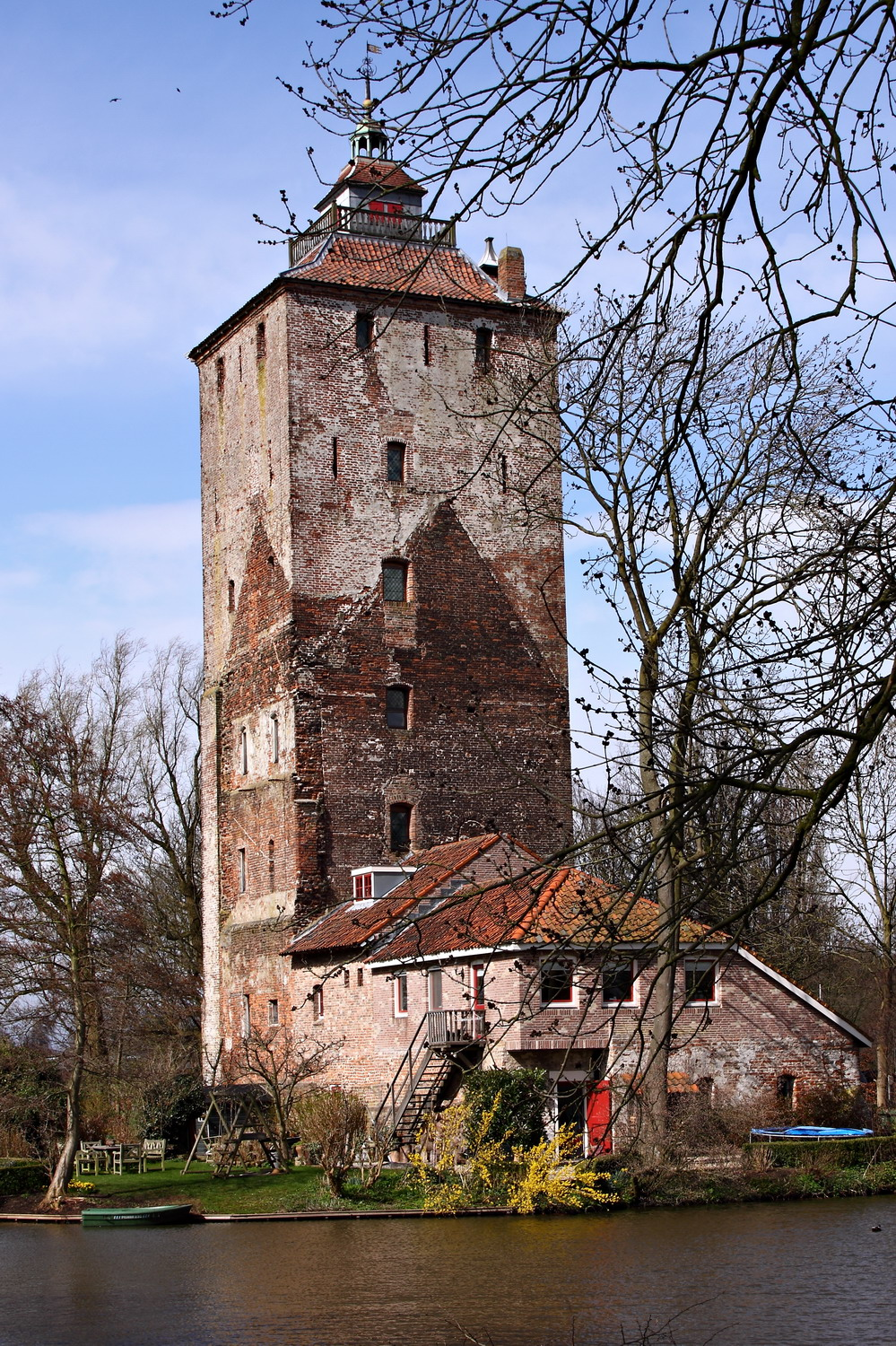
Den Ham (Vleuten)

Hacfort (ook: Hacfort tot ter Horst en: Hacfort tot den Ham) is een oud adellijk geslacht uit Gelderland waarvan leden sinds 1814 tot de Nederlandse adel van het koninkrijk behoren en dat in 1939 uitstierf.

## Geschiedenis
De stamreeks begint met Bernt Hackfort, knape, die vermeld wordt tussen 1436 en 1453. In 1711 trouwde Olivier Hacfort tot ter Horst (1670-1730) met Maria Cornelia van der Borgh, vrouwe van Den Ham (Vleuten) (1680-1757) waardoor het laatste kasteel in de familie Hacfort kwam. Twee zonen van hen zijn de stamvaders van de respectievelijke takken "Hacfort tot ter Horst", eigenaren van kasteel Ter Horst (Loenen), en "Hacforts tot den Ham", eigenaren van kasteel Den Ham. Het kasteel Ter Horst was gebouwd in opdracht van Wynant Hacfort, burgemeester van Arnhem. De eerste tak stierf uit in 1939, de tweede in 1840.
Bij Souverein Besluit van 28 augustus 1814 werden leden van de twee takken benoemd in de ridderschappen van Gelderland en van Utrecht. In 1822 volgde voor de tak Hacfort tot ter Horst erkenning van de titel van baron.

## Enkele telgen
Olivier Hacfort tot ter Horst (1670-1730), officier; trouwde in 1711 met Maria Cornelia van der Borgh, vrouwe van den Ham (Vleuten) (1680-1757)
- Alardus Wijnandus Hacfort tot ter Horst, heer van den Ham (1758-1761) (1711-1784), ambtsjonker, schepen van Het Loo
  - Mr. Olivier Gerrit Willem Joseph baron Hacfort tot ter Horst (1768-1824), richter, maire van Loenen, lid Grote Vergadering van Notabelen, lid ridderschap en provinciale staten van Gelderland
    - Mr. Caspar Florentius Ignatius Franciscus baron Hacfort tot ter Horst (1808-1875), rechter
      - Anthonia Maria Leopoldina barones Hacfort tot ter Horst (1840-1913); trouwde in 1862 met Ferdinandus Maria Alexander Josephus baron van Wijnbergen (1834-1920), lid gemeenteraad en wethouder van Apeldoorn

    - Gerardus Josephus Henricus Antonius Martinus baron Hacfort tot ter Horst (1809-1882)
      - Maria Eugenia Antonia Olivia Victoria barones Hacfort tot ter Horst (1854-1939), laatste telg van het geslacht
- Gerrit Hendrik Hacfort tot den Ham, heer van den Ham (1761-) (1717-1792), officier in Statendienst
  - Jhr. Fredrik Olivier Joseph Hacfort tot den Ham, heer van den Ham (1793-1811) (1777-1840), lid ridderschap en provinciale staten van Utrecht